# Mosca-dos-olhos
A Mosca-dos-olhos é a designação comum a diversas espécies de pequeninas moscas do gênero Hippelates, da família dos cloropídeos, que possuem o hábito de lamber o canto dos olhos do homem e de outros animais, causando, às vezes, ulcerações e infecções. Também são conhecidas pelos nomes: lambe-olhos, mosca-cachorro, mosquito-remela.

## Espécies
- Hippelates pusio
- Hippelates pallipes
- Hippelates bishoppi